# Ursula Kocher
Ursula Kocher (* 1968) ist eine deutsche Literaturwissenschaftlerin und Hochschullehrerin.

## Leben
Ursula Kocher studierte Germanistik, Romanistik, Rhetorik und Geschichtswissenschaften an der Otto-Friedrich-Universität Bamberg sowie der Eberhard Karls Universität Tübingen. 1994 machte sie ihren Magister, 1995 ihr Staatsexamen. Seit 1996 ist sie Assoziierte des Graduiertenkollegs „Ars und Scientia in Mittelalter und Früher Neuzeit“, danach des Graduiertenkollegs „Pragmatisierung/Entpragmatisierung: Literatur als Spannungsfeld autonomer und heteronomer Bestimmungen“. Von 1991 bis 1999 war sie Stipendiatin der Studienstiftung des deutschen Volkes. 2000 und 2001 war Kocher wissenschaftliche Mitarbeiterin des DFG-Forschungsprojektes „Die Unsichtbarkeit der Imagination in der elisabethanischen Kultur“ an der Humboldt-Universität zu Berlin sowie anschließend bis 2006 wissenschaftliche Mitarbeiterin an der Freien Universität Berlin.
2006 bis 2010 wurde sie schließlich zur Juniorprofessorin an der Freien Universität ernannt. 2008 bis 2010 war Kocher dort Sprecherin des Interdisziplinären Zentrums „Mittelalter – Renaissance – Frühe Neuzeit“. Seit 2010 ist sie Professorin für Allgemeine Literaturwissenschaft und Ältere deutsche Literatur im europäischen Kontext an der Bergischen Universität Wuppertal. 2012 wurde sie in den Hochschulrat der Universität gewählt.

## Auszeichnungen
- 2013: „Weltlöwe“ der Bergischen Universität für besondere Verdienste um die Internationalisierung der Universität[1]

## Publikationen (Auswahl)
- Boccaccio und die deutsche Novellistik. Formen der Transposition italienischer ‚novelle‘ im 15. und 16. Jahrhundert. Amsterdam/New York 2005, ISBN 978-90-420-1976-8.
- Mit Carolin Krehl: Literaturwissenschaft. Studium – Wissenschaft – Beruf., Akademie Verlag, Berlin 2008, ISBN 978-3-05-004413-2.
- Ursula Kocher, Isabel Schulz (Hrsg.): Kurt Schwitters. Die Sammelkladden 1919–1923, Akademie Verlag, Berlin 2014, ISBN 978-3-05-006523-6.